# Buste de Chiaramonti
Le buste de César de Chiaramonti est l'un des deux portraits acceptés de Jules César avant l'ère de l'Empire romain, avec le buste de Tusculum,,. Le buste a influencé l'iconographie de César et a donné son nom au type Chiaramonti-Pisa, l'un des deux principaux types de portraits faciaux que l'on peut voir de César de nos jours.
Le buste fait partie de la collection des Musées du Vatican.